# Ipotesi Gaia

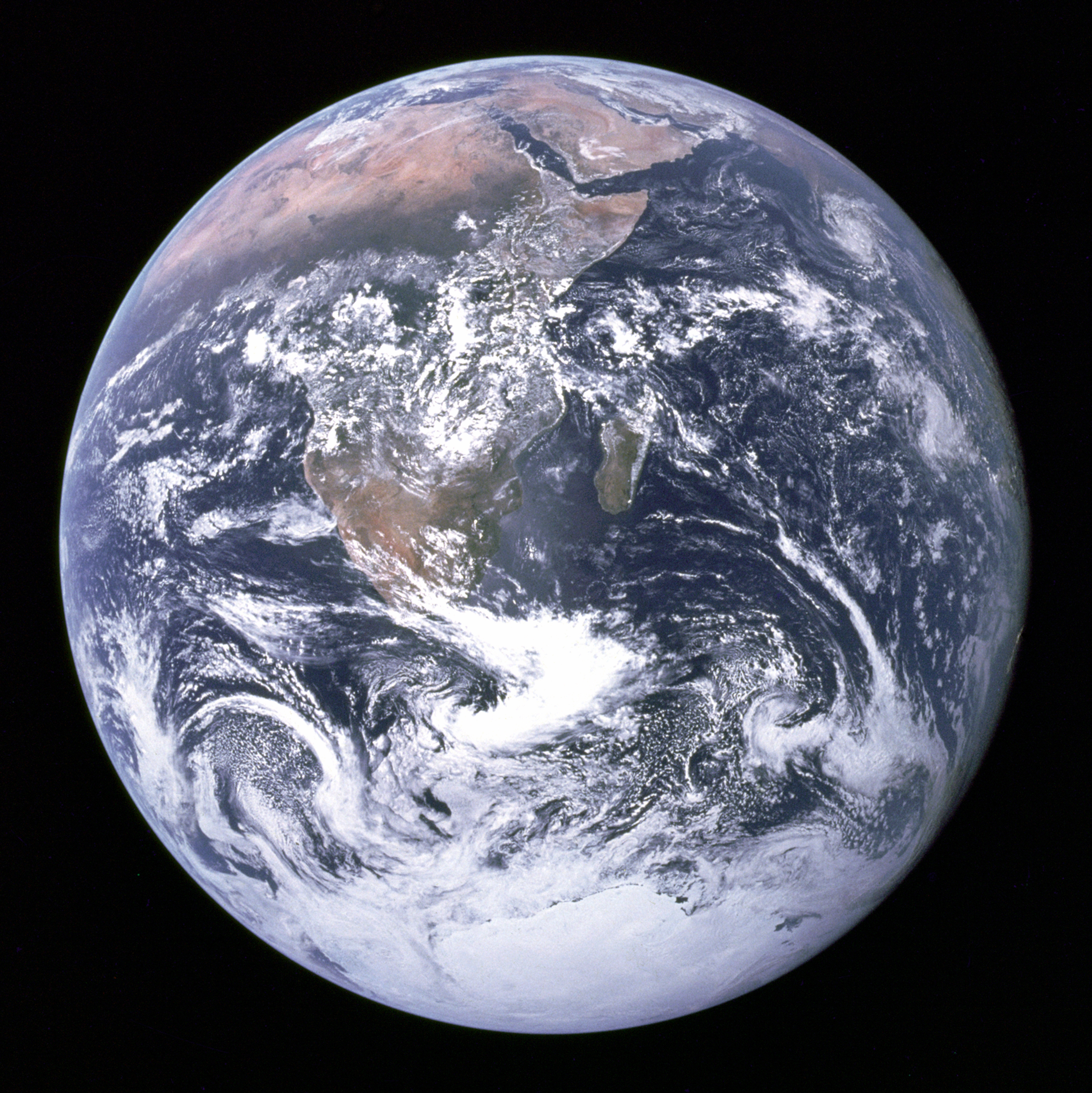
La Terra (Gaia) vista dall'Apollo 17, dicembre 1972

L'ipotesi Gaia è un'ipotesi formulata per la prima volta dallo scienziato inglese James Lovelock nel 1979 nel libro Gaia. A New Look at Life on Earth e co-sviluppata dalla microbiologa Lynn Margulis negli anni '70. Secondo tale ipotesi gli organismi viventi sulla Terra interagiscono con le componenti inorganiche circostanti per formare un complesso sistema sinergico e autoregolante che aiuta a mantenere e perpetuare le condizioni per la vita sul pianeta.
Lovelock nominò tale ipotesi in onore a Gaia, la dea primordiale che personificava la Terra nella mitologia greca. Tra gli argomenti sui quali si basa l'ipotesi vi sono altresì quelli secondo i quali la biosfera e l'evoluzione degli organismi influenzino la stabilità della temperatura globale, la salinità dell'acqua di mare, i livelli di ossigeno atmosferico, il mantenimento di un'idrosfera di acqua liquida e altri variabili ambientali che influenzano l'abitabilità della Terra.
L'ipotesi Gaia è stata inizialmente criticata per essere teleologica e contro i principi della selezione naturale. Sebbene i perfezionamenti successivi abbiano allineato l'ipotesi Gaia con idee provenienti da campi come la scienza del sistema Terra, la biogeochimica e l'ecologia dei sistemi, l'ipotesi continua a nutrire critiche, e molti scienziati la considerano solo debolmente supportata, o in contrasto con le evidenze sperimentali.
La biologa Lynn Margulis ha dato la sua adesione all'ipotesi Gaia, ma prendendo le distanze da Lovelock, a suo avviso troppo influenzato dal vitalismo.
Nel 2006 la Geological Society of London ha assegnato a Lovelock la medaglia Wollaston anche per il suo lavoro sull'ipotesi Gaia.

## Descrizione

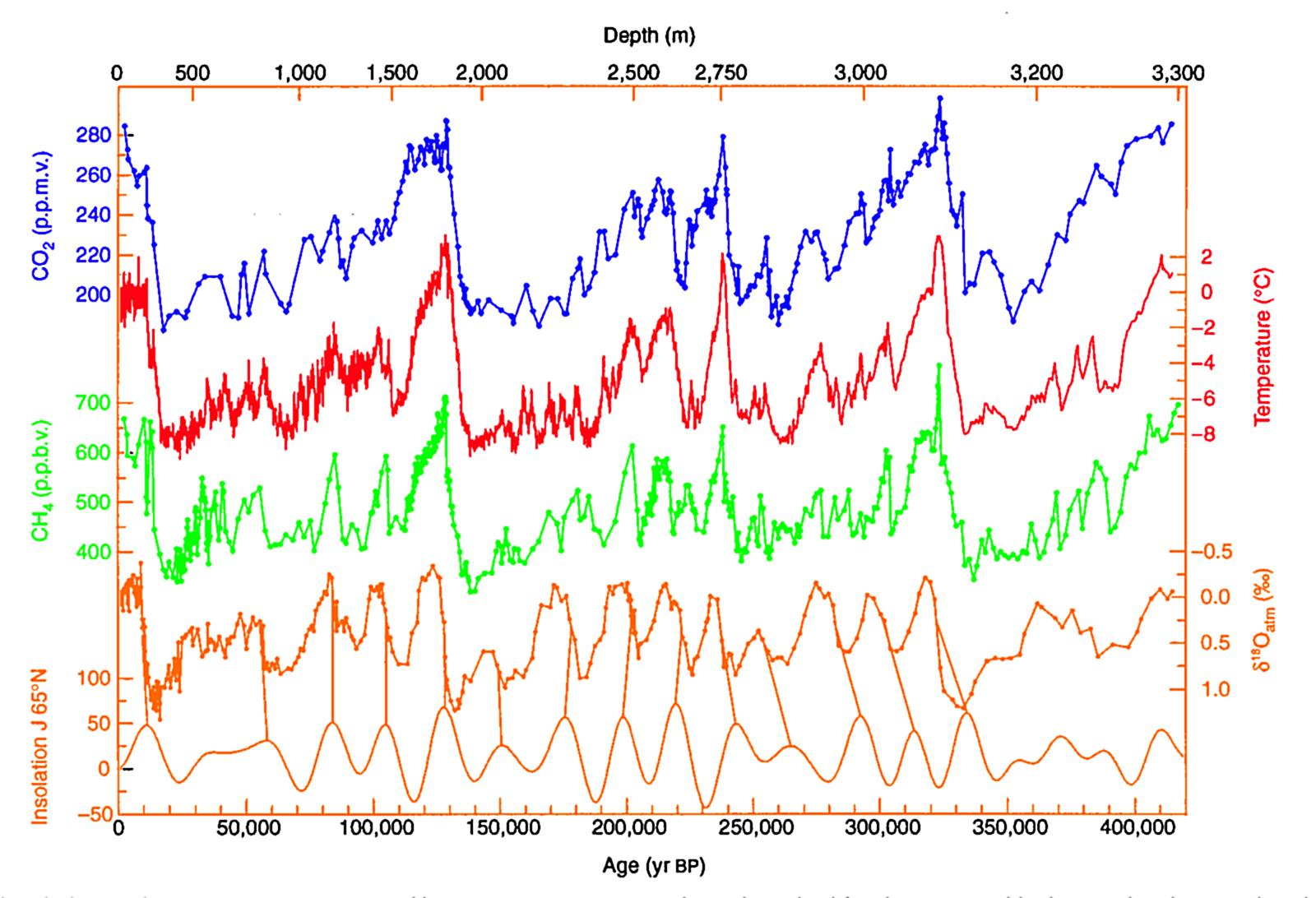
Esempio di possibile prova sperimentale della capacità di autoregolazione nell'ipotesi Gaia: concentrazione di alcune sostanze chimiche nell'atmosfera negli ultimi 420,000 anni (dall'analisi di ghiacci nella base Vostok, in Antartide).

Nella sua prima formulazione, l'ipotesi Gaia si basa sull'assunto che gli oceani, i mari, l'atmosfera, la crosta terrestre e tutte le altre componenti geofisiche del pianeta Terra si mantengano in condizioni idonee alla presenza della vita proprio grazie al comportamento e all'azione degli organismi viventi, vegetali e animali. Ad esempio la temperatura, lo stato d'ossidazione, l'acidità, la salinità e altri parametri chimico-fisici fondamentali per la presenza della vita sulla Terra presentano valori costanti. Questa omeostasi è l'effetto dei processi di feedback attivo svolto in maniera autonoma dal biota. Inoltre tutte queste variabili non mantengono un equilibrio costante nel tempo, ma si evolvono in sincronia con il biota. Quindi i fenomeni evoluzionistici non riguardano solo gli organismi o l'ambiente naturale, ma l'intera Gaia.
Il sistema Gaia, che non è identificabile né con il termine "biosfera", né con "biota", che sono solo due elementi che la compongono, comprende invece:
- organismi viventi che crescono e si riproducono sfruttando ogni possibilità che l'ambiente concede;
- organismi soggetti alle leggi della selezione naturale darwiniana;
- organismi che modificano costantemente il loro ambiente chimico-fisico, cosa che avviene costantemente come semplice effetto di tutti quei processi fondamentali per la vita, come la respirazione, la fotosintesi, ecc.;
- fattori limitanti che stabiliscano i limiti superiori ed inferiori delle condizioni per la vita. L'ambiente può presentare temperature eccessivamente alte o basse per l'affermarsi della vita in un dato ambiente. Stesso discorso per le concentrazioni di sali, minerali, composti chimici, ecc.

Un fattore inquinante dell'intera Gaia sono le attività e l'ambiente costruito dall'uomo, che anche se non facente parte del sistema, interagisce fortemente con esso modificando i fattori limitanti (temperatura, composti chimici, ecc.).

## Storia

### Precedenti
L'idea della Terra intesa come un insieme integrato o un essere vivente era già stata formulata prima di Lovelock, e a questa idea egli si è ispirato per la sua ipotesi, nominando la sua teoria con il nome della divinità Gaia, che nella mitologia greca impersonificava la Terra. James Lovelock ha dato questo nome alla sua ipotesi su suggerimento del romanziere William Golding, che all'epoca viveva nello stesso villaggio di Lovelock (Bowerchalke, Wiltshire, Regno Unito). Golding aveva in realtà suggerito come nome "Gea", un'ortografia alternativa per il nome della dea greca, che è usata come prefisso in "geologia", "geofisica" e "geochimica".
Nel XVIII secolo, quando la geologia si consolidò come scienza moderna, James Hutton sostenne che i processi geologici e biologici sono interconnessi. Successivamente, il naturalista ed esploratore Alexander von Humboldt scoprì il meccanismo di coevoluzione degli organismi viventi, del clima e della crosta terrestre.
Nel XX secolo, il geochimico russo e ucraino Vladimir Vernadsky formulò una teoria dello sviluppo della Terra che è uno dei fondamenti dell'ecologia, secondo la quale l'ossigeno, l'azoto e l'anidride carbonica nell'atmosfera terrestre derivano da processi biologici. Nelle sue pubblicazioni degli anni '20 sostenne che gli organismi viventi potevano rimodellare il pianeta allo stesso modo di qualsiasi forza fisica. Vernadsky fu un pioniere delle basi scientifiche per le scienze ambientali. Le sue dichiarazioni visionarie non furono largamente accettate in Occidente, e alcuni decenni dopo l'ipotesi Gaia ricevette lo stesso tipo di resistenza iniziale da parte della comunità scientifica.
Sempre nel XX secolo Aldo Leopold, pioniere nello sviluppo della moderna etica ambientale e nel movimento per la conservazione della natura selvaggia, suggerì una "Terra vivente" nella sua etica biocentrica (o "olistica") riguardo alla Terra.

### Formulazione dell'ipotesi
Lovelock iniziò a definire l'idea di una Terra autoregolante controllata dall'insieme degli organismi viventi nel settembre 1965, mentre lavorava presso il Jet Propulsion Laboratory in California sui metodi per rilevare la vita su Marte. Il primo articolo a menzionarlo è stato "Planetary Atmospheres: Compositional and other Changes Associated with the Presence of Life", scritto in collaborazione con C.E. Giffin.
Lovelock formulò l'ipotesi di Gaia in articoli di giornale nel 1972 e nel 1974, a cui seguirono il libro del 1979 "Gaia: A new look at life on Earth" e da un articolo sul New Scientist del 6 febbraio 1975, stimolando l'attenzione scientifica e le critiche all'ipotesi.
Lovelock chiamò inizialmente l'ipotesi "Earth feedback hypothesis" (ipotesi del feedback della Terra), per spiegare il motivo per cui le combinazioni di sostanze chimiche tra cui ossigeno e metano persistano in concentrazioni stabili nell'atmosfera della Terra. Lovelock suggerì di rilevare tali combinazioni nell'atmosfera di altri pianeti come un metodo relativamente affidabile ed economico per rilevare la presenza della vita.
L'ipotesi fu rafforzata da altre relazioni emerse successivamente, in particolare dal fatto che le creature marine producano zolfo e iodio in quantità approssimativamente uguali a quelle richieste dalle creature terrestri.
Nel 1971 la microbiologa Lynn Margulis si unì a Lovelock nello sforzo di trovare prove scientifiche a supporto dell'ipotesi, contribuendo alla spiegazione del meccanismo su come i microorganismi influenzano l'atmosfera e la superficie del pianeta, destando critiche da parte della comunità scientifica per la sua difesa della teoria sull'origine degli organelli eucariotici e il suo contributo alla teoria endosimbiotica, oggi accettata. Margulis ha dedicato l'ultimo degli otto capitoli del suo libro "The Symbiotic Planet" all'ipotesi Gaia, obiettando però alla personificazione di Gaia e sottolineando che Gaia "non è un organismo", ma "una proprietà emergente di interazione tra organismi". Ha definito inoltre Gaia come "la serie di ecosistemi interagenti che compongono un unico enorme ecosistema sulla superficie terrestre.
A partire dalla sua formulazione, l'ipotesi Gaia è stata supportata da diversi esperimenti scientifici e ha fornito delle previsioni utili.

### Conferenze sull'ipotesi Gaia
Nel 1985, il primo simposio pubblico sull'ipotesi di Gaia, "Is The Earth A Living Organism?" si è tenuto presso l'Università del Massachusetts, nella sede di Amherst, dall'1 al 6 agosto. Lo sponsor principale era la National Audubon Society. I relatori includevano James Lovelock, George Wald, Mary Catherine Bateson, Lewis Thomas, John Todd, Donald Michael, Christopher Bird, Thomas Berry, David Abram, Michael Cohen e William Fields. Hanno partecipato circa 500 persone.
Il 7 marzo 1988 il climatologo Stephen Schneider organizzò una conferenza dell'American Geophysical Union su Gaia a San Diego, California. Durante la sessione "Fondamenti filosofici" della conferenza, David Abram parlò dell'influenza della metafora nella scienza, e dell'ipotesi Gaia come offerta di una nuova e potenzialmente rivoluzionaria metafora, mentre James Kirchner ha criticato l'ipotesi Gaia per la sua imprecisione. Kirchner affermò che Lovelock e Margulis non avevano presentato un'ipotesi di Gaia, ma quattro:
- Gaia coevoluzionaria, riguardante la stretta correlazione tra l'evoluzione della vita e dell'ambiente. Kirchner ha affermato che questo era già accettato scientificamente e non era nuovo.
- Gaia omeostatica, secondo la quale la vita mantiene la stabilità dell'ambiente naturale e che questa stabilità consente alla vita di continuare ad esistere.
- Gaia geofisica, riguardante le dinamiche geofisiche terrestri.
- Ottimizzazione di Gaia, secondo la quale il pianeta si sia "automodellato" in modo da generare un ambiente ottimale per la vita nel suo insieme. Kirchner ha affermato che questa ipotesi non era testabile e quindi non scientifica.

Kirchner ha inoltre presentato due alternative all'ipotesi di Gaia omeostatica:
- "Gaia debole", secondo la quale la vita tende a rendere l'ambiente stabile "per favorire" lo svilupparsi della vita stessa.
- "Gaia forte", secondo la quale la vita tende a rendere l'ambiente stabile, "per permettere" lo svilupparsi della vita stessa. L'ipotesi di Gaia forte secondo Kirchner non era verificabile e quindi non scientifica.[26]

Contro la critica che Gaia fosse teleologica, Lovelock e Andrew Watson svilupparono il modello Daisyworld e le sue modifiche. Lovelock affermò che il modello Daisyworld "dimostra che l'autoregolazione dell'ambiente globale può emergere dalla competizione tra tipi di vita alterando il loro ambiente locale in modi diversi".
Una terza conferenza sull'ipotesi di Gaia si tenne a Valencia, in Spagna, il 23 giugno 2000. Tale conferenza si concentrava sui meccanismi specifici mediante i quali l'omeostasi di base a breve termine è stata mantenuta all'interno di un quadro di significativo cambiamento strutturale evolutivo a lungo termine.
Una quarta conferenza internazionale sull'ipotesi Gaia, sponsorizzata dalla Northern Virginia Regional Park Authority e altri, si è tenuta nell'ottobre 2006 presso il campus di Arlington, Virginia, della George Mason University.

## Influenza culturale
L'idea di un pianeta in qualche modo vivente risale all'antichità (Anima del mondo) ed è stato utilizzato da innumerevoli autori ben prima del 1970, tra i quali filosofi rinascimentali come Tommaso Campanella e lo scrittore C. S. Lewis nel suo romanzo fantascientifico Lontano dal pianeta silenzioso del 1938.
Numerose storie di fantascienza post 1970 riprendono esplicitamente la teoria di Gaia, tra le quali L'orlo della Fondazione (1982) e Fondazione e Terra (1986) di Isaac Asimov, il romanzo Terra (1991) di David Brin e il manga Nausicaä della Valle del vento di Hayao Miyazaki (1982-1994).
Parte di questa teoria è utilizzata nel film The Day After Tomorrow, nella trilogia del fumetto Born from the Earth, nel film di animazione Final Fantasy: The Spirits Within, oltre che in Final Fantasy VII, capitolo dell'omonima serie videoludica e nella visual novel Rewrite.
Vari riferimenti a questa teoria sono evidenti nel film Avatar (2009) di James Cameron.